# Altkamerun

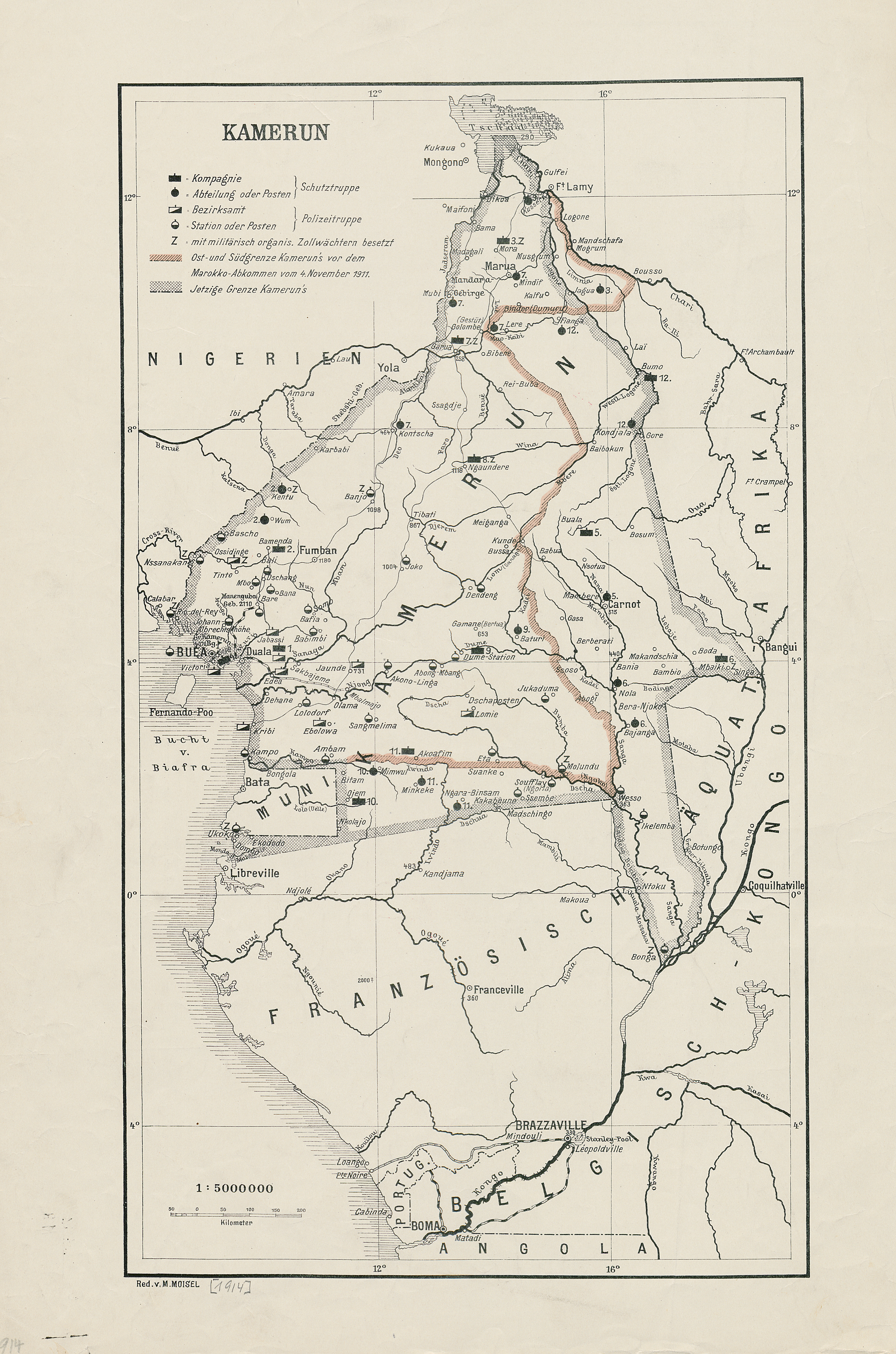
Grenzen Kameruns 1911 und 1914:
Ost- und Südgrenze Altkameruns
Grenze Alt- und Neukameruns

Altkamerun war ein Teil der deutschen Kolonie Kamerun. Damit war die Ausdehnung gemeint, die Kamerun bis zu der Erweiterung im Zuge des Marokko-Kongo-Vertrags im Jahr 1911 erreichte. Die Fläche Altkameruns umfasste knapp 500.000 km². Der hinzugekommene Teil wurde dementsprechend Neukamerun genannt. Dadurch vergrößerte sich die Kolonie im Osten und Süden erheblich. Ein deutscher Gebietsvorsprung im Nordosten Altkameruns – der sogenannte Entenschnabel – wurde im Gegenzug an Frankreich abgetreten. Mit der Wiedereingliederung Neukameruns in das französische Kolonialgebiet nach dem Ende des Ersten Weltkriegs wurde auch das Retronym Altkamerun obsolet.
Heute gehören die Gebiete Altkameruns zu den Staaten Kamerun, Nigeria und Tschad.